# 子木 (卫国)
子木，字木，春秋时期卫国大夫。
前483年，吴国召集卫国参加诸侯会见。卫国之前杀了吴国的行人且姚因而害怕，就与行人子羽商量。子羽说：“吴国正在无道之时，恐怕会羞辱我君。不如不去。”子木不同意，说：“吴国正在无道之时，国家无道，必然加害于人。吴国无道，还足以加害卫国。还是去吧。高大的树倒下，遇到的东西没有不受打击的。名狗发疯，没有不咬人的，何况是大国呢？”卫出公于是到郧地（今山东省莒县南）会盟，吴国用篱笆围住了卫出公的馆舍。在子贡的劝说下，吴国伯嚭于是放过卫出公。